# Dorfkirche Kamern

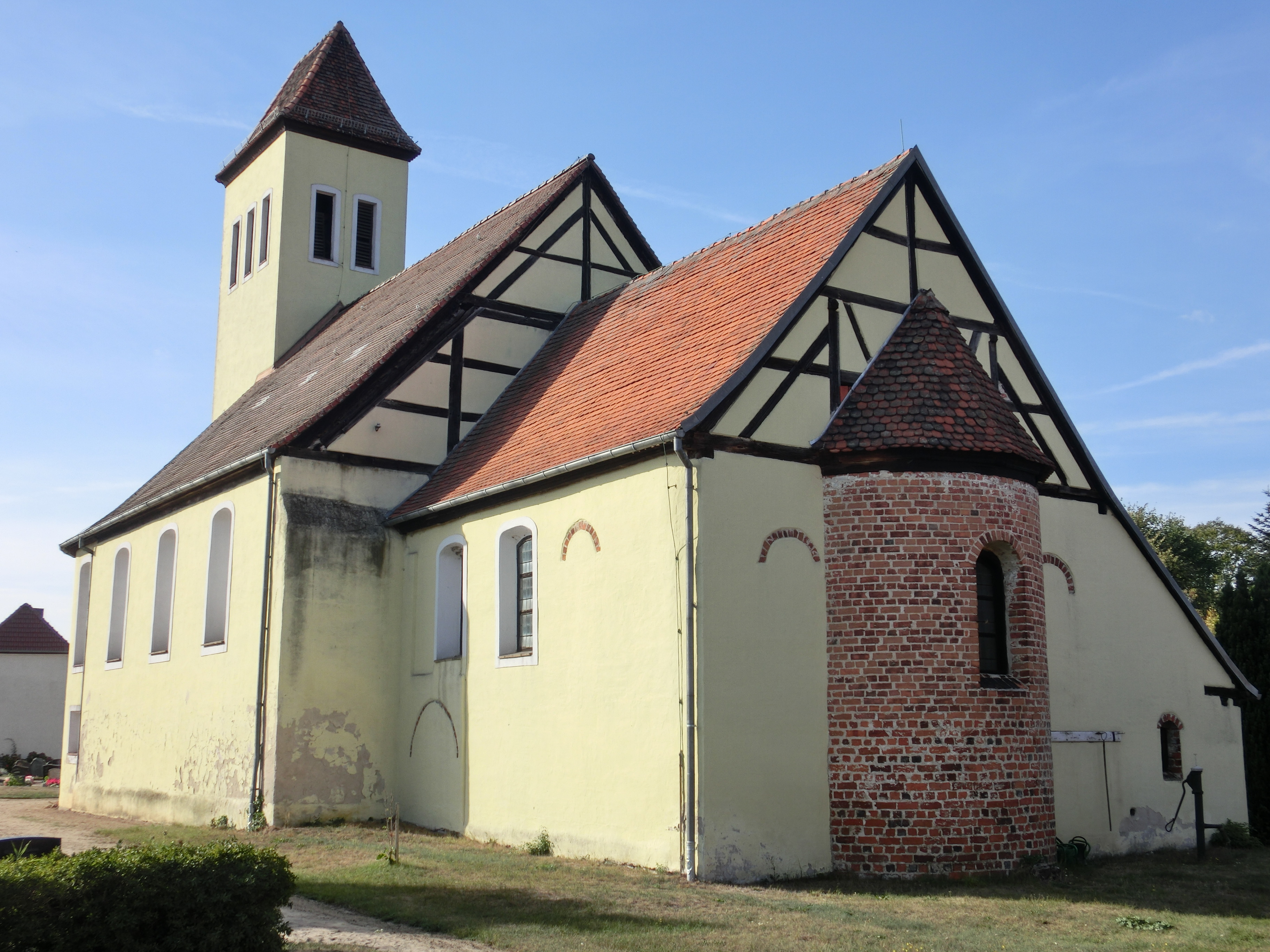
Dorfkirche Kamern

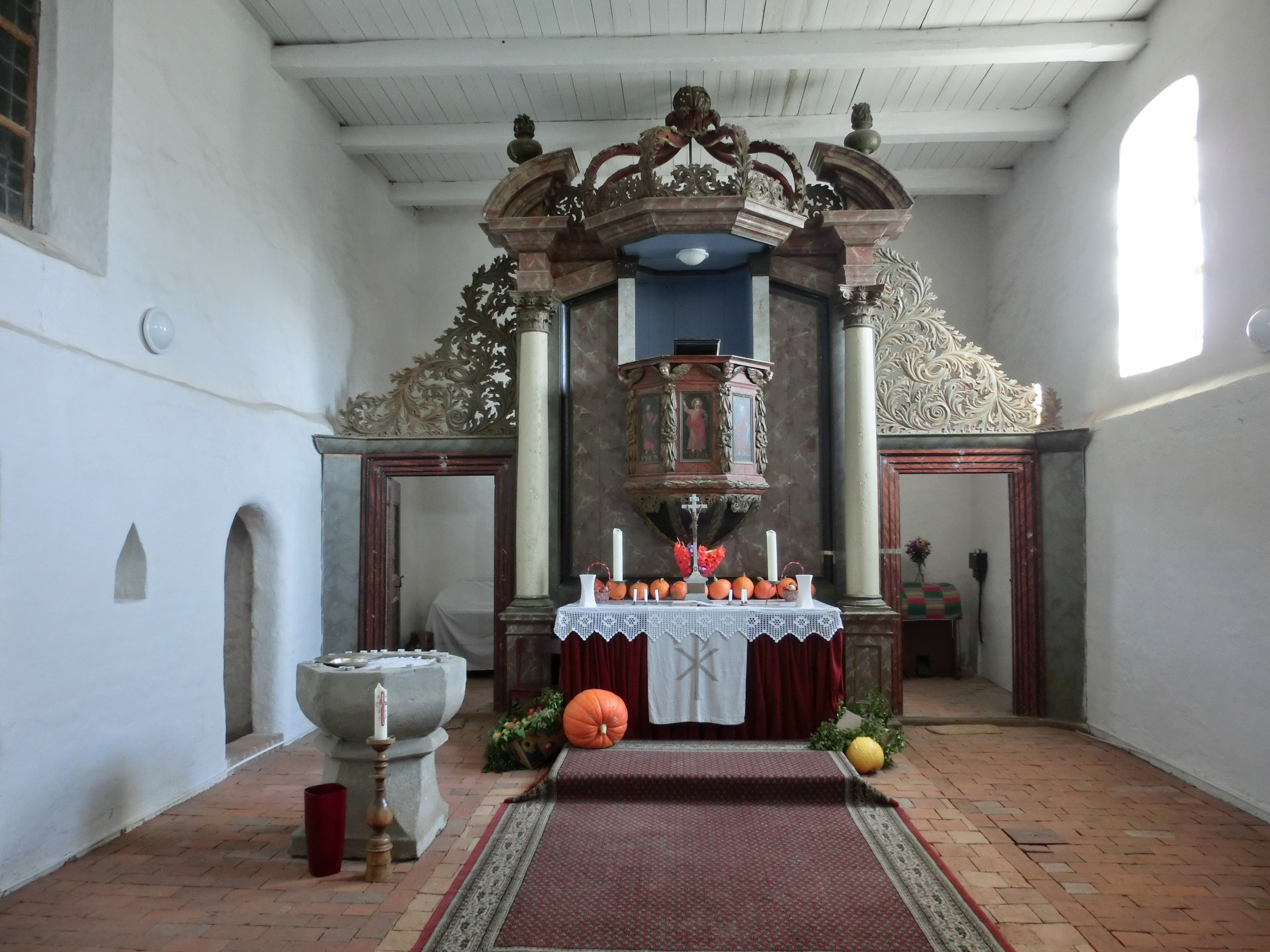
Innenansicht

Die evangelische Dorfkirche Kamern ist eine im Kern romanische, mehrfach umgebaute Saalkirche in Kamern im Landkreis Stendal in Sachsen-Anhalt. Sie gehört zum Pfarrbereich Sandau im Kirchenkreis Stendal der Evangelischen Kirche in Mitteldeutschland.

## Geschichte und Architektur
Der Kern der Dorfkirche stammt von einem spätromanischen Backsteinbauwerk aus der Mitte des 13. Jahrhunderts, das aus Schiff, eingezogenem Chor und schmaler halbrunder Apsis besteht. Die Korbbogenfenster im Schiff stammen von einer Instandsetzung des 18. Jahrhunderts. Nördlich des Chors ist eine rechteckige Sakristei mit Schleppdach angebaut. Das Chor- und Schiffsdach sind nach Osten mit je einem Fachwerkgiebel versehen. Im Jahr 1933 wurde der Fachwerkturm durch den jetzigen massiven Westturm über der queroval geschlossenen Schiffsverlängerung ersetzt. In den Jahren nach 1990 wurde eine umfangreiche Außenrenovierung vorgenommen, wobei die Bögen der vermauerten romanischen Fenster im Chor und die Apsis im Putz ausgespart wurden. Das Innere ist flachgedeckt und mit Hufeisenempore versehen; südlich und nördlich vom Chor sind Priechen zu ebener Erde eingebaut. Barockes Kastengestühl im Schiff ist erhalten.

## Ausstattung
Hauptstück der Ausstattung ist ein hölzerner Kanzelaltar aus dem Jahr 1725, dessen Kanzel von Säulen flankiert ist, welche einen gesprengten Giebel tragen. Am Korb sind Gemälde Christi und der vier Evangelisten zu sehen, an den Ecken geschnitzte Engelsköpfe und Fruchtgehänge; die Krone auf dem Schalldeckel und die Schleierbretter über den Altarumgangstüren sind aus Akanthusranken gebildet. Die achteckige kelchförmige Taufe stammt aus gotischer Zeit.
Die Orgel ist ein Werk der Firma Wilhelm Sauer aus dem Jahr 1918.